# Johanna Matintalo
Johanna Matintalo (* 11. Dezember 1996 in Pöytyä) ist eine finnische Skilangläuferin.

## Werdegang
Matintalo, die für den Pöytyän Urheilijat startet, trat international erstmals beim Europäischen Olympischen Winter-Jugendfestival 2013 in Predeal in Erscheinung. Dort wurde sie Achte über 5 km klassisch und Vierte mit der Mixed-Staffel. Im Skilanglauf-Weltcup debütierte sie im November 2014 in Ruka und errang dabei den 70. Platz über 10 km klassisch. Bei den Nordischen Junioren-Skiweltmeisterschaften 2015 in Almaty kam sie auf den 29. Platz über 5 km Freistil, auf den 16. Rang im Skiathlon und auf den neunten Platz mit der Staffel. Im Februar 2015 wurde sie finnische Juniorenmeisterin im Sprint. Zu Beginn der Saison 2015/16 startete sie in Vuokatti erstmals im Scandinavian-Cup. Dort belegte sie den 62. Platz über 10 km Freistil und den 39. Rang über 10 km klassisch. Ihre besten Resultate bei den Nordischen Junioren-Skiweltmeisterschaften 2016 in Râșnov waren der neunte Platz mit der Staffel und der vierte Platz über 5 km klassisch. Bei den U23-Weltmeisterschaften 2017 in Soldier Hollow gewann sie die Silbermedaille im Skiathlon. Zudem errang sie den 22. Platz über 10 km Freistil und den 11. Platz im Sprint. Im Februar 2017 holte sie in Otepää mit dem 12. Platz über 10 km klassisch ihre ersten Weltcuppunkte. Bei den nordischen Skiweltmeisterschaften 2017 in Lahti kam sie auf den 29. Platz im Skiathlon. Im März 2017 wurde sie finnische Juniorenmeisterin über 5 km klassisch. In der Saison 2017/18 errang sie den 50. Platz beim Ruka Triple und den 30. Platz beim Weltcupfinale in Falun. Zudem holte sie im Scandinavian-Cup zwei Siege und erreichte damit den neunten Platz in der Gesamtwertung. Bei den Olympischen Winterspielen 2018 in Pyeongchang lief sie auf den 24. Platz im Skiathlon, auf den 19. Rang im Sprint und auf den 18. Platz im 30-km-Massenstartrennen.
In der Saison 2018/19 belegte Matintalo den 43. Platz beim Lillehammer Triple und erreichte in Beitostølen mit dem dritten Platz mit der Staffel ihre erste Podestplatzierung im Weltcup. Beim Saisonhöhepunkt, den Weltmeisterschaften 2019 in Seefeld in Tirol, lief sie auf den 32. Platz im Skiathlon und auf den 17. Rang über 10 km klassisch. In der folgenden Saison errang sie den 35. Platz beim Ruka Triple und den zweiten Platz mit der Staffel in Lahti. Nach Platz 35 beim Ruka Triple zu Beginn der Saison 2020/21, belegte sie den 17. Platz bei der Tour de Ski 2021 und in Lahti den dritten Rang mit der Staffel. Zudem wurde sie finnische Meisterin im Sprint. Beim Saisonhöhepunkt, den Nordischen Skiweltmeisterschaften 2021 in Oberstdorf, gewann sie die Bronzemedaille mit der Staffel. Zum Saisonende errang sie im Engadin den 28. Platz im 10-km-Massenstartrennen und den 51. Platz in der Verfolgung und erreichte abschließend den 25. Platz im Gesamtweltcup. In der Saison 2021/22 errang sie mit fünf Top-Zehn-Platzierungen und den 14. Platz bei der Tour de Ski 2021/22 den 18. Platz im Gesamtweltcup sowie den 14. Platz im Sprintweltcup. Dabei erreichte sie im Sprint in Oberstdorf mit dem dritten Platz ihre erste Podestplatzierung im Weltcupeinzel. Ihre besten Platzierungen bei den Olympischen Winterspielen 2022 in Peking waren der 12. Platz im Skiathlon und der vierte Rang mit der Staffel.

## Siege bei Continental-Cup-Rennen
| Nr. | Datum             | Ort      | Disziplin                   | Serie            |
| --- | ----------------- | -------- | --------------------------- | ---------------- |
| 1.  | 17. Dezember 2017 | Vuokatti | 10 km klassisch             | Scandinavian Cup |
| 2.  | 7. Januar 2018    | Piteå    | 20 km klassisch Massenstart | Scandinavian Cup |
| 3.  | 13. Januar 2024   | Otepää   | 20 km klassisch             | Scandinavian Cup |

## Teilnahmen an Weltmeisterschaften und Olympischen Winterspielen

### Olympische Spiele
- 2018 Pyeongchang: 18. Platz 30 km klassisch Massenstart, 19. Platz Sprint klassisch, 24. Platz 15 km Skiathlon
- 2022 Peking: 4. Platz Staffel, 12. Platz 15 km Skiathlon, 14. Platz 10 km klassisch, 23. Platz 30 km Freistil Massenstart

### Nordische Skiweltmeisterschaften
- 2017 Lahti: 28. Platz 15 km Skiathlon
- 2019 Seefeld in Tirol: 17. Platz 10 km klassisch, 32. Platz 15 km Skiathlon
- 2021 Oberstdorf: 3. Platz Staffel, 13. Platz 30 km klassisch Massenstart, 26. Platz Sprint klassisch, 30. Platz 15 km Skiathlon
- 2023 Planica: 4. Platz Staffel, 25. Platz 30 km klassisch Massenstart, 26. Platz Sprint klassisch
- 2025 Trondheim: 4. Platz Staffel, 10. Platz 10 km klassisch

## Platzierungen im Weltcup

### Weltcup-Statistik
Die Tabelle zeigt die erreichten Platzierungen im Einzelnen.
- 1.–3. Platz: Anzahl der Podiumsplatzierungen
- Top 10: Anzahl der Platzierungen unter den ersten zehn
- Punkteränge: Anzahl der Platzierungen innerhalb der Punkteränge
- Starts: Anzahl gelaufener Rennen in der jeweiligen Disziplin
- Hinweis: Bei den Distanzrennen erfolgt die Einordnung gemäß FIS.

| Platzierung               | Distanzrennen a | Distanzrennen a | Distanzrennen a | Distanzrennen a | Distanzrennen a | Skiathlon Verfolgung | Sprint | Etappen- rennen b | Gesamt | Team c | Team c  |
| Platzierung               | ≤ 5 km          | ≤ 10 km         | ≤ 15 km         | ≤ 30 km         | > 30 km         | Skiathlon Verfolgung | Sprint | Etappen- rennen b | Gesamt | Sprint | Staffel |
| ------------------------- | --------------- | --------------- | --------------- | --------------- | --------------- | -------------------- | ------ | ----------------- | ------ | ------ | ------- |
| 1. Platz                  |                 |                 |                 |                 |                 |                      |        |                   |        |        |         |
| 2. Platz                  |                 | 1               |                 |                 |                 |                      |        |                   | 1      | 1      | 1       |
| 3. Platz                  |                 |                 |                 |                 |                 |                      | 2      |                   | 2      |        | 3       |
| Top 10                    |                 | 7               |                 | 3               | 1               |                      | 4      |                   | 15     | 2      | 9       |
| Punkteränge               |                 | 24              | 2               | 14              | 1               | 9                    | 22     | 2                 | 74     | 3      | 9       |
| Starts                    |                 | 34              | 2               | 15              | 1               | 16                   | 32     | 6                 | 106    | 3      | 9       |
| Stand: Saisonende 2024/25 |                 |                 |                 |                 |                 |                      |        |                   |        |        |         |

### Weltcup-Gesamtplatzierungen
| Saison  | Gesamt | Gesamt | Distanz | Distanz | Sprint | Sprint |
| Saison  | Punkte | Platz  | Punkte  | Platz   | Punkte | Platz  |
| ------- | ------ | ------ | ------- | ------- | ------ | ------ |
| 2016/17 | 35     | 73.    | 35      | 54.     | -      | -      |
| 2017/18 | 45     | 70.    | 40      | 50.     | 3      | 72.    |
| 2018/19 | 49     | 70.    | 29      | 57.     | 20     | 50.    |
| 2019/20 | 43     | 67.    | 43      | 41.     | -      | -      |
| 2020/21 | 224    | 25.    | 128     | 27.     | 40     | 35.    |
| 2021/22 | 363    | 18.    | 120     | 19.     | 171    | 14.    |
| 2022/23 | 470    | 41.    | 258     | 35.     | 212    | 36.    |
| 2023/24 | 754    | 28.    | 535     | 24.     | 219    | 35.    |
| 2024/25 | 363    | 52.    | 217     | 40.     | 146    | 38.    |